# خانم خشونت
خانم خشونت یا خشونت پنهان (به انگلیسی: Miss Violence) یک فیلم تریلر روان‌شناختی یونانی محصول سال ۲۰۱۳ به کارگردانی و نویسندگی الکساندروس آوراناس است. این فیلم پس از اکران نامزد ۸ جایزه از فرهنگستان فیلم هلنیک شد و برنده ۲ جایزه بهترین بازیگر مرد (تمیس پانو) و بهترین بازیگر نقش مکمل زن (رنی پیتاکی) شد. همچنین برنده اسب آهنی برای بهترین فیلمنامه در جشنواره فیلم استکهلم شد.

## خلاصه داستان
آنجلیکی در یازدهمین سالگرد تولدش با پریدن از بالکن آپارتمان خانواده اش خودکشی می کند. این حادثه عمیقاً بر خانواده آنجلیکی متشکل از پدربزرگ و مادربزرگش، پدر و مادر ناشناس تأثیر می گذارد. دختر بزرگ آنها و مادر آنجلیکی، النی. دختر کوچکترشان، میرتو؛ و دو فرزند دیگر النی، فیلیپوس و آلکمینی. پلیس تحقیق می کند و می پرسد که آیا آنجلیکی ممکن است دچار آسیب های خانگی شده باشد، اما خانواده ادعا می کنند که مرگ او یک تصادف بوده است.
علیرغم رفتار متواضعانه آنها، بچه ها در حضور پدر که ظاهراً در تلاش است پس از این حادثه، عادی بودن را به خانواده بازگرداند، رفتار ناخوشایندی از خود نشان می دهند. پدر نسبت به همسایگان و همکارانش دوستانه ظاهر می شود و دیدگاه های توهین آمیز، ظالمانه و زن ستیزانه خود را نسبت به فرزندان و نوه هایش در خانه پنهان می کند. خانواده مجاز به انکار دستورات پدر و یا نشان دادن احساساتی مانند غم و اندوه نیست. النی به خاطر عزاداری پنهانی دخترش توسط پدرش تنبیه می شود. در همین حال، مادر از ترس خشم شوهرش، بی اختیار با شوهرش تبانی می کند و به دستورات او عمل می کند. پدر فیلیپوس را به دلیل ایجاد مشکل در مدرسه و پایین بودن هوش نسبت به خواهرش آلکمینی تحقیر می کند. میرتو سعی می کند با معلمش ارتباط برقرار کند بی نتیجه است.
معلوم می‌شود که پدر النی و میرتو را مجبور می‌کند در ازای پول به فحشا بپردازند و پدر مرتباً به دخترانش می‌پیوندد و به آنها تجاوز می‌کند . مصائب النی به سه فرزند او منجر شده است، در حالی که میرتو به طور ضمنی فرزند النی است که با پدرش باردار شده است. میرتو با آزار و اذیت خود ، که مادر همدستش آن را می پوشاند، با آزارش کنار می آید. فاش می شود که میرتو به آنجلیکی گفته است که او و النی برای اولین بار توسط پدرشان در سن یازده سالگی، سنی که پدرسالارشان برای شروع خشونت جنسی نسبت به آنها مناسب می داند، برای سکس فروخته شدند. این باعث شد که آنجلیکی برای فرار از سرنوشت خود، خودکشی کند.
پدر النی را نزد یک متخصص زنان و زایمان همراهی می کند که تایید می کند که او دوباره باردار است. النی از افشای اینکه پدر نوزاد کیست خودداری می کند. میرتو بعداً توسط پدر از مدرسه آورده می شود و قبل از اینکه پدرش به او تجاوز کند، توسط دو مشتری پولدار مورد تجاوز گروهی قرار می گیرد. الکمینی بعداً توسط پدربزرگش برای رابطه جنسی به یک پدوفیل فروخته شد. مادر بعد از دیدن نوه آسیب دیده اش به النی روی می آورد تا از او راحت شود، شوهرش را در رختخواب می کشد.
روز بعد، النی مرده پدر را کشف می کند و شروع به شادی از آزادی او می کند. اما وقتی وارد آشپزخانه شد، میرتو، فیلیپوس و آلکمینی را می‌بیند که در صف جلوی مادر می‌افتند، مادری که اکنون که شوهرش مرده است کنترل را به دست گرفته است. مادر به النی دستور می دهد که در را قفل کند و النی هم قبول می کند.